# Quý Mùi

Quý Mùi (chữ Hán: 癸未) là kết hợp thứ 20 trong hệ thống đánh số Can Chi của người Á Đông. Nó được kết hợp từ thiên can Quý (Thủy âm) và địa chi Mùi (Dê). Trong chu kỳ của lịch Trung Quốc, nó xuất hiện trước Giáp Thân và sau Nhâm Ngọ.

## Các năm Quý Mùi
Giữa năm 1703 và 2183, những năm sau đây là năm Quý Mùi (lưu ý ngày được đưa ra được tính theo lịch Việt Nam, chưa được sử dụng trước năm 1967):
- 1703
- 1763
- 1823
- 1883
- 1943 (5 tháng 2, 1943 – 24 tháng 1, 1944)
- 2003 (1 tháng 2, 2003 – 21 tháng 1, 2004)
- 2063 (29 tháng 1, 2063 – 16 tháng 2, 2064)
- 2123
- 2183

## Sự kiện năm Quý Mùi
- 1883 – Hòa ước Quý Mùi, Đại Nam nhượng Nam Kỳ cho Pháp, chịu sự bảo hộ của Pháp.
- Ngày rằm tháng giêng năm Quý Mùi 2003: Ngày thơ Việt Nam lần thứ nhất tại Văn Miếu-Quốc Tử Giám, Hà Nội.
- 2003 - Việt Nam lần đầu tiên tổ chức Đại hội Thể thao Đông Nam Á (SEA Games 22).